# Verticaal Video Syndroom

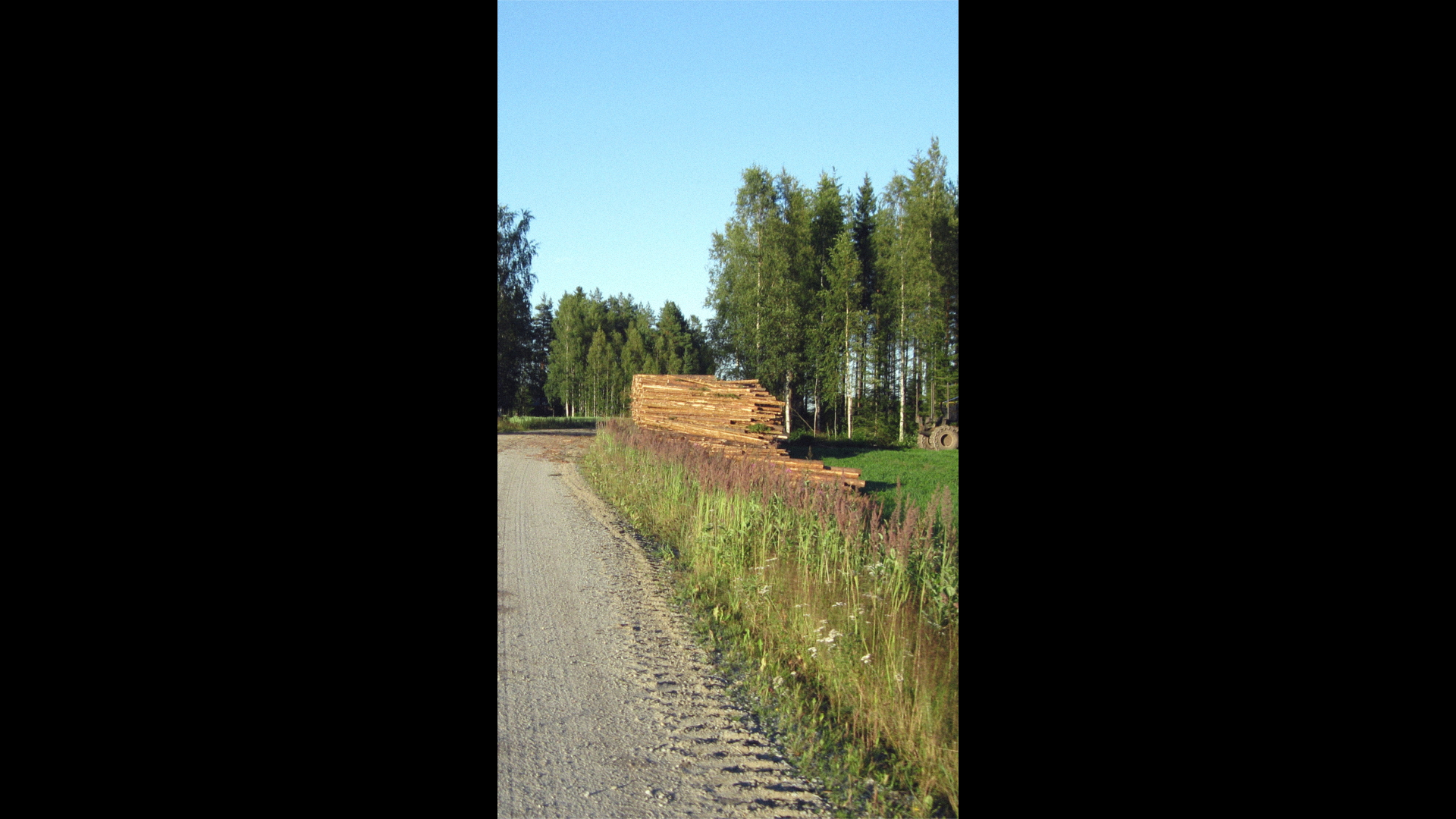
Voorbeeld van een verticale video

Het Verticaal Video Syndroom (VVS) verwijst naar het maken van video's met mobiele apparaten als een telefoon in de als incorrect beschouwde portret-modus. De kritiek op deze verticale manier van opnemen is dat het beeld maar deels wordt gevuld met daadwerkelijk bewegend beeld en dat de volledige beeldpotentie dus niet wordt benut. Het sluit bovendien niet aan bij de horizontale plaatsing van de menselijke ogen en past tevens niet in de traditie van televisie en film.
Om te voorkomen dat er brede, zwarte balken naast de verticale video worden getoond, wordt er door bijvoorbeeld televisiezenders dikwijls aan de zijkanten een wazig gemaakte kopie van de beelden getoond.
Eind 2017 maakte YouTube het mogelijk om verticale filmpjes te tonen zonder de brede zwarte zijbalken.

## Trivia
- In 2014 organiseerde website GeenStijl een demonstratie in Den Haag tegen het verticaal filmen op smartphones.[3]
- Sinds 2013 reist de Vertical Cinema langs festivals om films te tonen die in portret-modus zijn opgenomen.[4]